# Thomas Paine

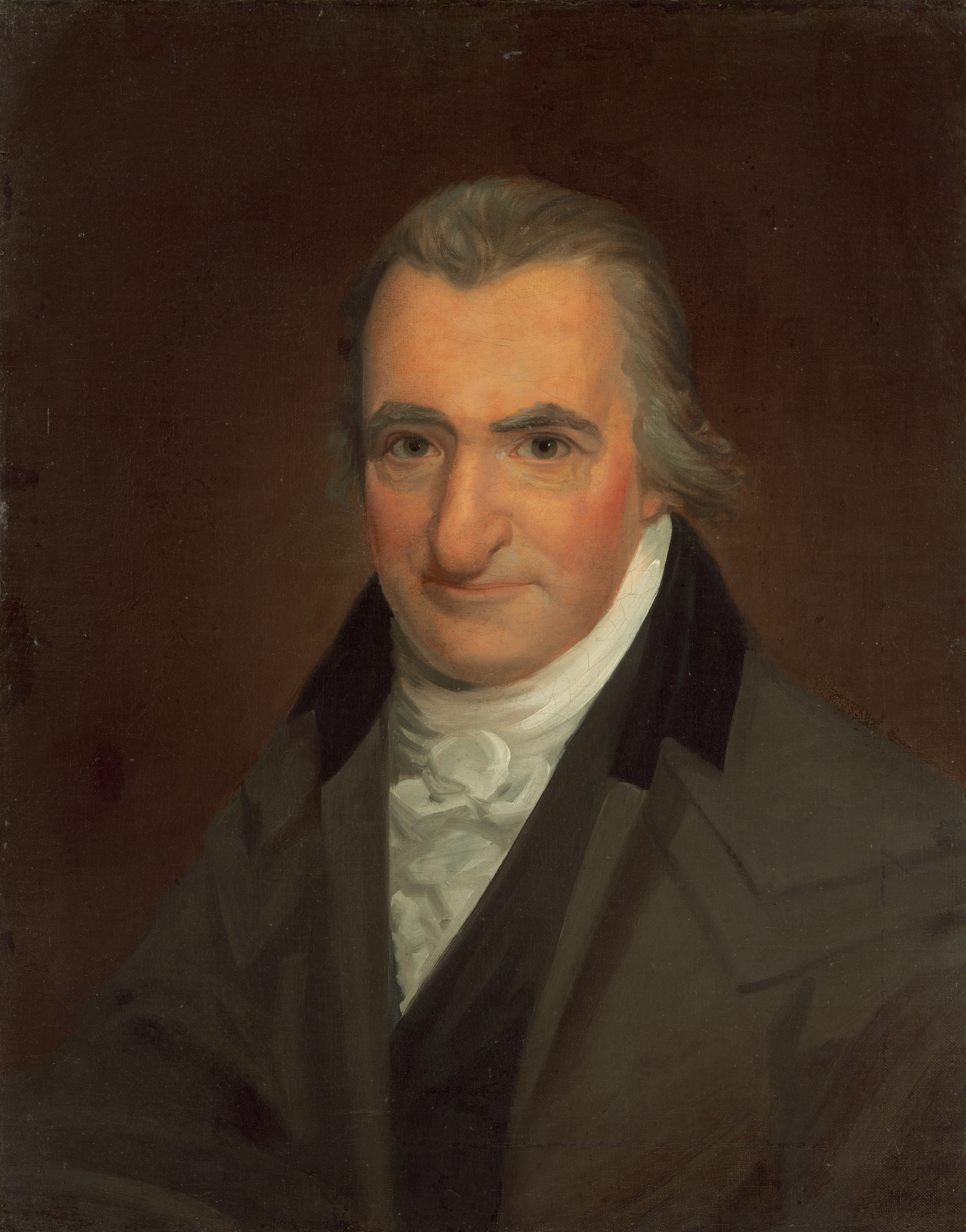
Thomas Paine, um 1806, Gemälde von John Wesley Jarvis

Thomas Paine, geboren als Thomas Pain (* 29. Januarjul. / 9. Februar 1737greg. in Thetford, England, Königreich Großbritannien; † 8. Juni 1809 in New York, Vereinigte Staaten), war ein einflussreicher politischer Intellektueller und einer der Gründerväter der Vereinigten Staaten im Zeitalter der Aufklärung.

## Leben

### Jugend bis zur Emigration
Paine wuchs in Thetford in der Grafschaft Norfolk in einfachsten Verhältnissen in einer Quäkerfamilie auf. Bis 1750 besuchte er fünf Jahre lang die Volksschule des Ortes. Mit 13 Jahren verließ er die Schule und lernte bei seinem Vater das Handwerk eines Korsettmachers. Diesen Beruf übte er zwölf Jahre lang aus. 1762 trat er in den Zolldienst ein, aus dem er 1765 entlassen wurde. In London schlug er sich als Privatlehrer durch und verschaffte sich autodidaktisch ein umfassendes Wissen in Philosophie, Mathematik und Astronomie. 1768 wurde er in Lewes (Sussex) wieder in den Zolldienst eingestellt. Mit seiner zweiten Frau betrieb er dort nebenberuflich einen Tabak- und Kramladen. Er trat einem Debattierclub bei und setzte sich mit einer Petition Die Lage der Zollbeamten für eine bessere Bezahlung seiner Kollegen ein. 1773 ging er wieder nach London, um die Sache der Zöllner zu vertreten; dabei lernte er Benjamin Franklin kennen. 1774 wurde er erneut aus dem Zolldienst entlassen, sein Besitz in Lewes wurde versteigert, seine Ehe zerbrach. Mit einem Empfehlungsschreiben Franklins emigrierte er Ende 1774 nach Amerika.

### Paine in Nordamerika
Im Dezember 1774 traf er in Philadelphia ein. Dort änderte er seinen Nachnamen von Pain zu Paine. Er wurde Mitherausgeber des Pennsylvania Journal and the Weekly Advertiser. Eine dort erschienene abolitionistische Schrift mit dem Titel African Slavery In America wurde zwar über längere Zeit Paine zugeschrieben, seine Autorenschaft wird aber inzwischen stark angezweifelt. Paine gehörte zur Minderheit der Gründerväter, die nie Sklavenhalter waren, und lehnte die Sklaverei ab, sein Engagement zu ihrer Abschaffung blieb aber sehr begrenzt.

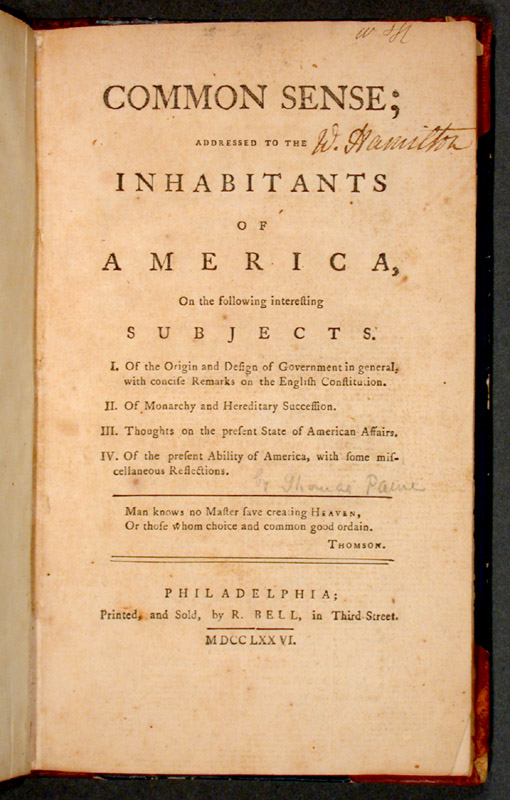
Paine schrieb ein Pamphlet namens „Common Sense“, in dem er darlegte, dass die einzige Lösung der Probleme mit Großbritannien eine Republik und die Unabhängigkeit seien.

Im April 1775 war es bei Lexington zu einem ersten militärischen Zusammenstoß mit britischen Truppen gekommen. Dennoch strebte der Kontinentalkongress der Kolonien im Konflikt mit Großbritannien immer noch eine Versöhnung mit dem Mutterland an. Im Oktober 1775 veröffentlichte Paine einen kurzen Artikel A serious thought (dt. Ein ernster Gedanke), in dem er erstmals von der Unabhängigkeit sprach. Im Januar 1776 erschien seine Schrift Common Sense (dt. Gesunder Menschenverstand). Frei von jeglichen gefühlsmäßigen Bindungen an England legte Paine dar, dass es Aufgabe Amerikas sei, die Unabhängigkeit zu erringen und ein neues, demokratisches Regierungssystem einzuführen, das sich auf die Prinzipien der Menschenrechte gründete. Common Sense hatte einen beispiellosen Erfolg; mehr als eine halbe Million Exemplare wurden verkauft und verteilt, und das in einem Land, das ca. drei Millionen Einwohner zählte. Leseunkundigen wurde die Schrift vorgelesen. Die von Jefferson verfasste Unabhängigkeitserklärung, die am 4. Juli 1776 unterzeichnet wurde, wurde entscheidend durch Common Sense beeinflusst. Paine war der erste, der vorschlug, die neue Nation „Vereinigte Staaten von Amerika“ zu nennen.
Nach einer Reihe von militärischen Niederlagen, die Paine bei der Truppe miterlebt hatte, lag die Moral der Kontinentalarmee unter dem Befehl Washingtons am Boden. Paine veröffentlichte eine Reihe von 13 Schriften (für jede Kolonie eine) unter dem Titel The American Crisis (dt.: Die amerikanische Krise), die den Amerikanern während des langen Kampfes Inspiration geben sollte. Das erste Krisen-Papier erschien im Dezember 1776 und begann mit der unsterblichen Zeile: “These are the times that try men’s souls”, auf Deutsch: „Dies sind die Zeiten, die die Seelen der Menschen in Versuchung führen“. „Der Sommersoldat und der Sonnenscheinpatriot werden sich in dieser Krise vom Dienst am Vaterland drücken; aber nur wer jetzt durchhält, verdient die Liebe und den Dank von Mann und Frau“.
Das erste Krisen-Papier war so ermutigend, dass Washington es all seinen Truppen vorlesen ließ. Dieses Papier soll bewirkt haben, dass die Truppen neu motiviert wurden und nicht den Dienst quittierten, sondern im Dezember 1776 bei Trenton einen ersten Sieg errangen, der das Überleben der Unabhängigkeitsbestrebungen erst ermöglichte. Wann immer es in den Folgejahren eng wurde, erschien eine neue Krise, die maßgeblich zur Krisenbewältigung beitrug. Die letzte Krise erschien am Tag des Waffenstillstandes mit Großbritannien, am 19. April 1783.

### England
Nach dem Ende des Krieges und der Gründung der Vereinigten Staaten zog sich Paine aus der Politik zurück und konzentrierte sich auf den Versuch, eine Eisenbrücke mit einer bisher unbekannten Spannweite zu konstruieren. Dieses Projekt führte ihn 1787 nach Frankreich und England, wo er den Bau der Wearmouth-Brücke vorantrieb. In England freundete er sich mit dem britischen Staatsmann Edmund Burke an, der während der amerikanischen Revolution eine vermittelnde Rolle gespielt hatte und den Paine deshalb für einen Freund der Freiheit hielt.
Nach Ausbruch der Französischen Revolution 1789 hielt Burke im britischen Parlament Schmähreden gegen die Französische Revolution. Am 1. November 1790 veröffentlichte Burke seine Betrachtungen über die Französische Revolution. Diese konterrevolutionäre Schrift beantwortete Paine im Februar 1791 mit dem ersten Teil seiner Rights of Man (dt. Die Rechte des Menschen). Im Februar 1792 folgte der zweite Teil. Das Werk verteidigte die Französische Revolution und machte sie außerhalb Frankreichs populär, in einem Stil, der sich nicht nur an britische und französische Adlige, Philosophen und nonkonformistische Geistliche wandte, sondern für jedermann verständlich war. Hierdurch zog er sich die Feindschaft von Premierminister William Pitt zu sowie des Bischofs von London, Beilby Porteus zu. Unterstützt wurde er hingegen von der Whig-Partei. In seiner Schrift fasste er die Ergebnisse der politischen Aufklärung des 18. Jahrhunderts zusammen.
Im September 1792 verließ Paine England, wo die Politiker Pitt und Liverpool versuchten, ihn verhaften zu lassen. Sechs Stunden vor der geplanten Verhaftung reiste Paine zusammen mit Achille Audibert und John Frost ab; in Dover wurde er durchsucht und entging der Festnahme um 20 Minuten. Im Dezember 1792 wurde er in Abwesenheit wegen „aufrührerischer Schriften“ (seditious libel) verurteilt und für vogelfrei erklärt. Die Verbreitung der Rights of Man wurde untersagt.

### Frankreich

Thomas Paine

Frankreich empfing Paine mit offenen Armen. Im August 1792 erhielt er ehrenhalber das französische Bürgerrecht. In vier Departements wurde er zum Abgeordneten der Nationalversammlung gewählt; er entschied sich für Calais. Unter anderem mit Danton und Condorcet arbeitete er 1792/1793 den girondistischen Verfassungsentwurf aus, der allerdings nicht in Kraft trat.
Obwohl Paine ein entschiedener Gegner der Monarchie war, lehnte er als Mitglied der französischen Nationalversammlung die Hinrichtung von Ludwig XVI. ab. Das genügte, um Paine – der nicht eben für seine Diplomatie bekannt war – in Konflikt mit der zunehmend radikalisierten Revolutionsführung zu bringen. Robespierre ließ ihn am 28. Dezember 1793 verhaften und zum Tode verurteilen. Paine entkam der Guillotine nur durch einen glücklichen Zufall: Ein Wachposten ging durch das Gefängnis und markierte die Türen der verurteilten Gefangenen mit Kreide. Auch Paines Zellentür erhielt ein Kreidezeichen – aber da gerade ein Arzt in der Zelle den gefangenen Paine behandelte, stand die Zellentür offen; als sie zugeschlagen wurde, befand sich das Kreidezeichen auf ihrer Innenseite. Als später die zum Tode Verurteilten zusammengerufen wurden, überging man Paine, da außen an seiner Zelle kein Kreidezeichen zu sehen war. Drei Tage danach erfolgte die Hinrichtung Robespierres. Nach seiner Freilassung im November 1794 lebte Paine eineinhalb Jahre im Hause des amerikanischen Botschafters in Paris, James Monroe, dessen Vorgänger, Gouverneur Morris, nicht unschuldig an Paines Haftzeit war.
Am Tag seiner Verhaftung hatte Paine den ersten Teil seines Werkes The Age of Reason (dt. Das Zeitalter der Vernunft) fertiggestellt. Im Hause Monroes verfasste er den zweiten Teil dieses religionskritischen Werkes. Paine bekennt sich darin zum Unitarismus: „Ich glaube an einen Gott, und nicht an mehr – und ich hoffe auf einen glücklichen Zustand nach diesem Leben.“
Er verwarf die Inspiration des Alten und des Neuen Testamentes: „Die christliche Religion ist eine Parodie auf die Sonnenanbetung, in welcher sie eine Figur namens Christus an die Stelle der Sonne setzten und ihm jetzt die Verehrung zukommen lassen, die ursprünglich der Sonne galt.“
Er glaubte, dass wahre Religion darin besteht, Gerechtigkeit zu üben, Erbarmen zu haben und unsere Mitmenschen glücklich zu machen. Auch dieses Werk wurde ein Bestseller.
Seine letzte große Kampfschrift, Agrarian Justice (deutsch.: Agrar-Gerechtigkeit) erschien im Winter 1795/96. Paine entwickelte hier die Ideen aus Rights of Man weiter und zeigte, wie die Einrichtung des Landeigentums die große Mehrheit der Menschen von ihrem Naturerbe und den Möglichkeiten unabhängigen Überlebens fernhielt. Die Leitung der Sozialversicherungs-Einrichtung der USA sieht in Agrarian Justice den ersten amerikanischen Vorschlag für ein System der Altersrente.

### Zurück in Nordamerika

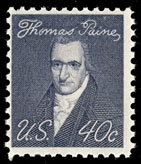
Thomas Paine US Mail 1969

Auf Einladung Präsident Jeffersons kehrte Paine 1802 nach Amerika zurück. Er war dort wegen des Zeitalters der Vernunft in Ungnade gefallen und wurde von der föderalistischen Presse bei seiner Ankunft als verlogener, versoffener und hemmungsloser Ungläubiger verleumdet. Einsam und verbittert verbrachte Paine seine letzten Jahre, ungebrochen schrieb er weiter politische und religionskritische Artikel. Letztere wurden später als Dritter Teil des Age of Reason herausgebracht.
Paine starb in Greenwich Village (New York City) am 8. Juni 1809. Nur sechs Personen folgten dem Sarg des geistigen Gründungsvaters der USA. Sein letzter Wille, auf einem Quäkerfriedhof bestattet zu werden, wurde ihm verwehrt.
Paines Gebeine wurden später von William Cobbett ausgegraben und gestohlen, um sie nach England zu transportieren. Nach Cobbetts Tod ging ihre Spur verloren.
Paines Schriften hatten großen Einfluss auf das Denken seiner Zeitgenossen. Später bekannten sich Abraham Lincoln und Thomas Edison zu ihm. Paine verstand es, komplizierte Sachverhalte verständlich darzustellen und auf wenige Grundsätze zurückzuführen, wie Individualismus, Naturrecht, Freiheit, Gleichheit, Menschenrechte, soziale Gerechtigkeit, Regierung durch Repräsentation. Er liebte das klare Wort: „Bei diesem wie bei jedem anderen Thema spreche ich eine kräftige und verständliche Sprache. Ich gebe mich nicht mit Hinweisen und Andeutungen ab. Ich habe dafür mehrere Gründe: erstens, damit ich deutlich verstanden werde; zweitens, damit man einsehe, dass ich es in allem Ernst meine; und drittens, weil es eine Beleidigung der Wahrheit ist, wenn man die Lüge mit Nachsicht behandelt.“
Er beherrschte die Kunst, Fragen zu stellen, die sich selbst beantworteten.
Sein Lebensmotto lautete: „Die Welt ist mein Land und Gutes zu tun meine Religion.“
In New Rochelle, New York, besteht ein Museum zu seinen Ehren.

## Rezeption
- Bob Dylan nahm in seinem Lied As I Went Out One Morning aus dem Album John Wesley Harding (1967) Bezug auf Thomas Paine.
- In Philip K. Dicks Kurzgeschichte Not by its Cover aus dem Jahr 1968 (dt. Einwand per Einband) gibt es in marsianisches Wobbfell eingebundene Bücher. Mit der Zeit ändert sich der Inhalt dieser Bücher nach der Ansicht des Wobbfells bezüglich religiöser Themen. Ein testweise in Wobbfell eingebundenes Exemplar von Paines Age of Reason hat schließlich nur noch leere Seiten bis auf das Wort blah genau in der Mitte.
- Im Film Flucht nach Varennes von Ettore Scola (1982) ist Paine einer der Reisenden in der Kutsche, gespielt von Harvey Keitel, zusammen u. a. mit Casanova (Marcello Mastroianni) und Restif de la Bretonne (Jean-Louis Barrault).
- In Neil Gaimans Comic Sandman – Fabeln und Reflexionen (1993) sieht man Paine als Gefangenen im Palais du Luxembourg im Disput mit Louis Antoine de Saint-Just.
- In Georg Büchners Revolutionsdrama Dantons Tod ist Thomas Paine einer der von der Guillotinierung bedrohten Gefangenen im Palais du Luxembourg. Paine trägt hier im Gespräch mit dem Mitgefangenen Chaumette eine atheistische Kritik der Theodizee vor.

## Werke (Auswahl)
- Howard Fast (Hrsg.): The Selected Work of Tom Paine & Citizen Tom Paine by Howard Fast. The Modern Library (Random House), New York 1945.
- Philip S. Foner (Hrsg.): The complete writings of Thomas Paine (2 Bde.). Citadel Press, New York 1945.
- Mark Philp (Hrsg.): Rights of Man, Common Sense, and other political writings. Oxford University Press, Oxford 1998, ISBN 978-0-19-953800-3 (enthält Rights of Man, Common Sense, American Crisis, Letters to Jefferson, Letter Addressed to the Addressers on the Late Proclamation, Dissertation on the First Principles of Government, Agrarian Justice).

Deutsche Übersetzungen
- Lothar Meinzer (Hrsg., Übers.): Common Sense. Reclams Universal-Bibliothek 7818. Stuttgart 1982 (Original: Common Sense, 1776).
- Wolfgang Mönke (Hrsg., Übers.): Die Rechte des Menschen. Akademie, Berlin 1983 (Originaltitel: Rights of Man, 1791).
- Theo Stemmler (Hrsg.): Die Rechte des Menschen. Suhrkamp, Frankfurt 1973 (Original: Rights of Man, 1791) Übers. D. M. Forkel 1792, Vorrede Georg Forster.